# Métro de Moscou
Le métro de Moscou (en russe : Московский метрополитен, Moskovsky metropoliten) est le principal système de transport en commun de la capitale russe Moscou. Composé de quatorze à quinze lignes  d'une longueur totale de 480 km et comprenant 256 stations, il transporte en moyenne 6,25 millions de passagers par jour, ce qui en fait le métro le plus fréquenté d'Europe.
Le réseau, qui est principalement souterrain, comprend 11 lignes radiales qui se croisent dans des stations situées au centre de la ville et une ligne circulaire (la Ligne Koltsevaïa no 5) à peu près au niveau de la Ceinture des Jardins en correspondance avec l'ensemble des autres lignes. Les stations sont éloignées les unes des autres (en moyenne 1,7 km) ce qui permet une vitesse commerciale élevée (en moyenne 42 km/h). Les stations, souvent enterrées à grande profondeur, ont un décor soigné qui en fait un des bijoux architecturaux de la ville. Certaines stations sont de remarquables témoins de l'art de l'époque du réalisme socialiste. Hormis les lignes 4 et 12 les stations ont une longueur de 162 m et permettent d'accueillir des rames comprenant huit voitures de longueur standard (19 m de long). Les rames circulent sur des voies à écartement large (1 520 mm) et sont alimentées par troisième rail.
La première ligne a été inaugurée en 1935. Le réseau a été régulièrement allongé par la suite et les travaux n'ont jamais été interrompus même durant la Seconde Guerre mondiale. La ville de Moscou a entrepris au début des années 2000 d'allonger plusieurs lignes. Un ambitieux plan prévoit l'ajout de 79 km de lignes et 43 stations souterraines d'ici le milieu des années 2020. Ces projets comprennent la construction d'une deuxième rocade, la ligne Bolchaïa Koltsevaïa, dont un premier tronçon a été inauguré en 2018. Depuis 2016, le réseau est renforcé par la Ceinture centrale de Moscou (ligne 14), une ligne circulaire réalisée en surface en réutilisant l'infrastructure ferroviaire de l'ancienne petite ligne circulaire ferroviaire de Moscou.

## Histoire

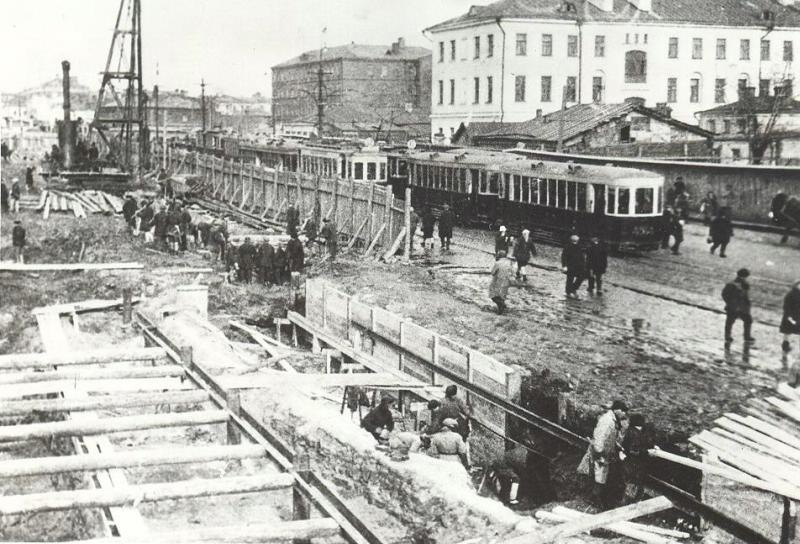
Construction du métro de Moscou.

L'idée d'un métro à Moscou séduisait déjà le tsar réformateur Alexandre II dès 1870. Mais son assassinat reporta le projet. En 1875, l'idée d'une ligne de la gare de Koursk aux bois Marinoï en passant par la place Loubyanskaïa et la place Pouchkine ne se concrétisera pas. Le premier projet du métro de Moscou est établi en 1901. En 1902, les ingénieurs P. Balinski et E. Knorre proposent un projet de métro devant joindre le centre administratif de Moscou et la barrière de Tver grâce à des lignes souterraines. Cependant, le conseil municipal rejettera le projet, les députés favorisant le tramway existant. D'autres projets seront proposés jusqu'à la Première Guerre mondiale. En 1925, le projet de Myasnitski n'aboutit pas. Cependant, l'augmentation des usagers des transports en commun accélère la décision de construire un métro. Le 15 juin 1931, le plénum du TSK VKP(B) prend la décision de construire le métro, avec le nom de « Métropolitain L. M. Kaganovitch ». On fait appel à des compagnies internationales réputées comme Siemens Bauunion GmbH.
La première ligne est ouverte le 15 mai 1935. Quelque 75 000 ouvriers auraient participé aux travaux de creusement des rues du centre-ville de Moscou en vue de l'aménagement de la première ligne. Elle mène de la station Sokolniki à la station Park koultoury avec une bifurcation vers la station Smolenskaïa (cette bifurcation, la ligne « Arbatskaïa », allait en 1937 jusqu'à la station Kievskaïa en traversant la rivière Moskova par un pont). Deux autres stations seront ouvertes avant le début de la Seconde Guerre mondiale : en mars 1938, la ligne « Arbatskaïa » est prolongée jusqu'à la station Kourskaïa (aujourd'hui, ce tronçon est rattaché à la ligne Arbatsko-Pokrovskaïa) ; en septembre 1938, la ligne « Gorkovsko-Zamoskvoretskaïa » qui allait de la station Sokol à la station « Plochtchad Sverdlova » (Teatralnaïa après 1992). Les projets de construction d'une troisième ligne de métro sont mis de côté pendant la Seconde Guerre mondiale. Deux autres tronçons sont réalisés entre « Plochtchad Sverdlova » et « Zavod imeni Stalina » (Avtozavodskaïa après 1956 et entre Kourskaïa et « Izmaïlovski Park » (Partizanskaïa après 2005). Le premier tronçon traverse la rivière Moskova grâce à un tunnel profond ; les stations Paveletskaïa et Novokouznetskaïa n'ont été ouvertes que plus tard.
À l'automne 1941, le métropolitain de Moscou sera utilisé comme abri lors des bombardements et une partie des voitures retirées. L'arrêt du comité gouvernemental daté du 15 octobre 1941 proposera la destruction des installations du métro en cas d'apparition de l'armée ennemie aux portes de Moscou.
Après la guerre commence la construction de la quatrième ligne (la Ligne Koltsevaïa) et de la partie profonde de la ligne « Arbatskaïa » (de la station Plochtchad Revolyoutsii à la station Kievskaïa. Il est d'abord prévu de construire la ligne Koltsevaïa en suivant l'anneau Sadovoe (qui correspond à la limite du Moscou du XVIe siècle). La première section de la ligne (de la station Park Koultoury à la station Kourskaïa, 1950) est bien située sous cet anneau. Mais il sera ensuite décidé de construire la partie nord de la ligne à un kilomètre de cette limite, donnant ainsi accès à sept des neuf gares de la ville. La deuxième section de la ligne (Kourskaïa-Belorusskaïa) est ouverte en 1952 et la construction de la ligne achevée en 1954. La construction de la partie profonde de la ligne « Arbatskaïa » est terminée au début de la guerre froide. Les stations profondes devaient servir d'abris contre les bombardements en cas de guerre nucléaire. Après la fin de la construction de la ligne en 1953, la partie supérieure de la ligne (de la station Plochtchad Revolyoutsii à la station Kievskaïa) est fermée, puis rouverte en 1958 en tant que segment de la Ligne Filiovskaya.
Par la suite le terme « file » n'est plus employé, cependant quelques stations ouvertes en 1957-1958 sont rattachées à la « cinquième file ». En 1955, le métropolitain de Moscou prend le nom  officiel de « Métropolitain de Moscou V. I. Lénine de l'ordre de Lénine et de l'ordre du Drapeau rouge ». À la fin des années 1950-1960 est développée la conception des axes radiaux, raccordés uniquement à la ligne Koltsevaïa. C'est en 1971 et 1975 que ces segments sont rattachés aux lignes diamétrales Kaloujsko-Rijskaïa et Tagansko-Krasnopresnenskaïa.
De la fin des années 1970 jusqu'au début des années 1990 sont construites les lignes Kalininskaïa (1979-1986) et Serpoukhovsko-Timiriazevskaïa (1983-1994) selon le même principe, partant de l'anneau et se rejoignant progressivement, formant un nouveau diamètre. Depuis 1995, des stations de correspondance sont établies hors des limites de l'anneau. Le projet a démarré avec la ligne Lyoublinskaïa.
En 2016, la ceinture centrale de Moscou (ancienne voie de chemin de fer) a été intégrée au réseau de métro avec 14 stations de correspondance. Par ailleurs, la ligne 11 (GLC : Bolchaïa Koltsevaïa) est désormais complète depuis le mercredi 01 mars 2023 (70 km en tout).

## Réseau actuel

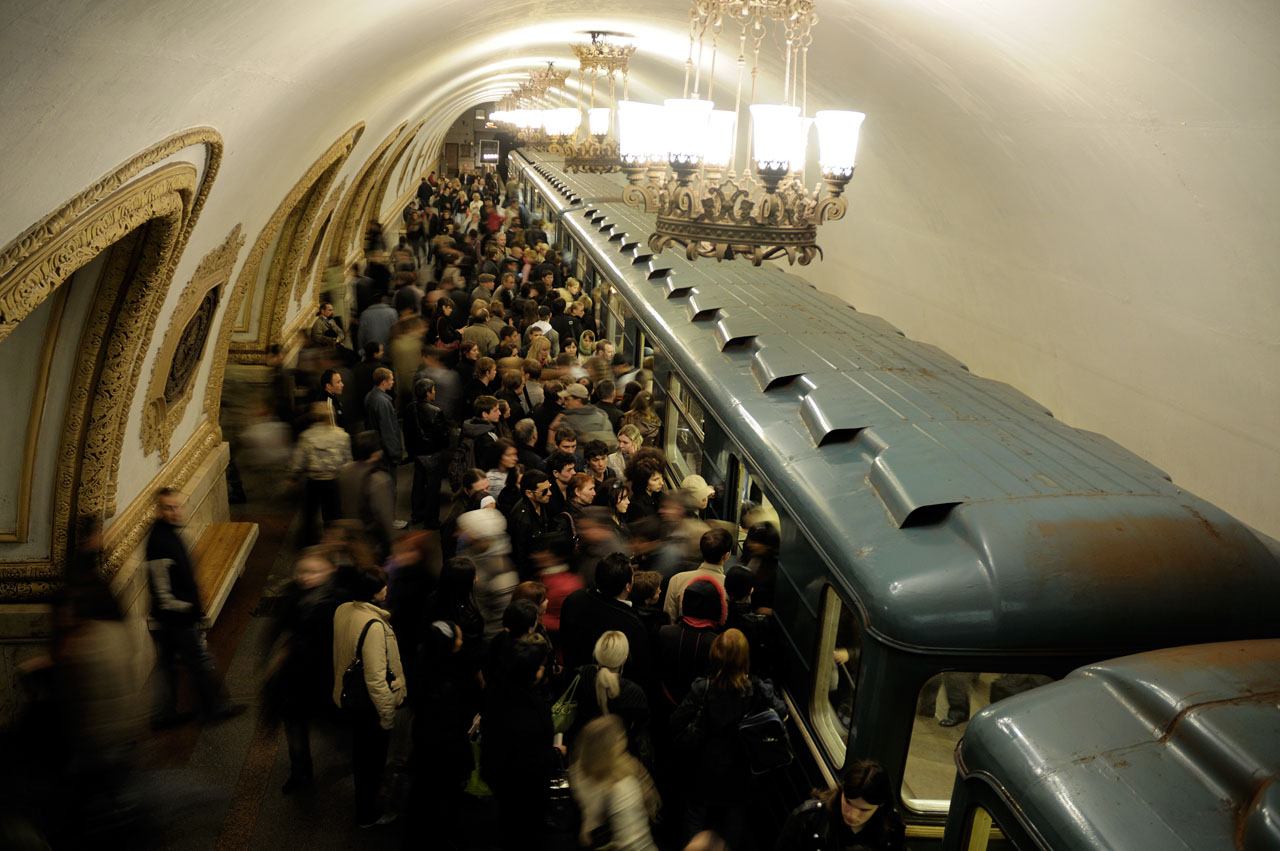
Le métro de Moscou est l'un des plus fréquentés au monde.

Le métro de Moscou est composé de quinze lignes d'une longueur totale de 480 km desservant 256 stations.
| Ligne   | Nom en français (nom en russe)                                    | Mise en service | Dernière extension | Longueur (en km) | Nombre de stations |
| ------- | ----------------------------------------------------------------- | --------------- | ------------------ | ---------------- | ------------------ |
| 01      | Sokolnitcheskaïa (Сокольническая)                                 | 1935            | 2024               | 47               | 27                 |
| 02      | Zamoskvoretskaïa (Замоскворецкая)                                 | 1938            | 2018               | 42,8             | 24                 |
| 03      | Arbatsko-Pokrovskaïa (Арбатско-Покровская)                        | 1938            | 2012               | 45,1             | 17                 |
| 04      | Filiovskaïa (Филёвская)                                           | 1958*           | 2006               | 14,9             | 13                 |
| 05      | Koltsevaïa (Кольцевая)                                            | 1950            | 1954               | 19,3             | 12                 |
| 06      | Kaloujsko-Rijskaïa (Калужско-Рижская)                             | 1958            | 1990               | 37,6             | 24                 |
| 07      | Tagansko-Krasnopresnenskaïa (Таганско-Краснопресненская)          | 1966            | 2015               | 42,2             | 22                 |
| 08      | Kalininsko-Solntsevskaïa (Калининско-Солнцевская)                 | 1979            | 2012               | 16,5             | 7                  |
| 08A     | Kalininsko-Solntsevskaïa (Калининско-Солнцевская)                 | 2014            | 2023               | 24,9             | 7                  |
| 09      | Serpoukhovsko-Timiriazevskaïa (Серпуховско-Тимирязевская)         | 1983            | 2002               | 41,2             | 25                 |
| 10      | Lioublinsko-Dmitrovskaïa (Люблинско-Дмитровская)                  | 1995            | 2023               | 44,3             | 26                 |
| 11      | Bolchaïa Koltsevaïa (Большая кольцевая)                           | 2018            | 2023               | 70               | 31                 |
| 12      | Boutovskaïa (Бутовская)                                           | 2003            | 2014               | 10               | 7                  |
| 15      | Nekrassovskaïa (Некрасовская)                                     | 2019            | 2020               | 23,3             | 11                 |
|         | Troitskaïa (Троицкая)                                             | 2024            | 2024               | 7,2              | 7                  |
| Total : | Total :                                                           | Total :         | Total :            | 483,6            | 258                |
| 13      | Monorail de Moscou (Московский монорельс)                         | 2004            | 2004               | 4,7              | 6                  |
| 14      | Ceinture centrale de Moscou (Московское центральное кольцо)       | 2016            | 2016               | 54,0             | 31                 |
| D1      | Beloroussko-Saviolovskiï diametr (Белорусско-Савёловский диаметр) | 2019            | 2023               | 52,0             | 25                 |
| D2      | Koursko-Rijskiï diametr (Курско-Рижский диаметр)                  | 2019            | 2023               | 80,0             | 37                 |
| D3      | Leningardsko-Kazanskiï diameter (Лениградско-Казанский диаметр)   | 2023            | 2023               | 85,0             | 38                 |
| D4      | Kaloujsko-Nijegorodskiï diametr (Калужско-Нижегородский диаметр)  | 2023            | 2023               | 86,0             | 36                 |

Number of stationsYear05010015020025030019351947195919711983199520072019(1) Sokolnitcheskaïa(2) Zamoskvoretskaïa(3) Arbatsko-Pokrovskaïa(4) Filiovskaïa(5) Koltsevaïa(6) Kaloujsko-Rijskaïa(7) Tagansko-Krasnopresnenskaïa(8) Kalininsko-Solntsevskaïa(9) Serpoukhovsko-Timiriazevskaïa(10) Lioublinsko-Dmitrovskaïa(11A) Kakhovskaïa(11) Bolchaïa Koltsevaïa(12) Boutovskaïa(15) Nekrassovskaïa(16) Troitskaïa

### Les différentes lignes
Chaque ligne est identifiée par un nom, une couleur et un chiffre (à l'exception de la ligne 12 - Boutovskaïa qui possède l'identifiant « L1 »). Les annonces vocales dans les trains se réfèrent aux noms des lignes tandis que dans l’usage courant, les gens indiquent leur couleur. Cependant, les lignes 10 - Lyoublinskaïa et 11 - Bolchaïa Koltsevaïa font exception puisqu’on leur a assigné des tons de vert similaires à celui de la ligne 2 - Zamoskvoretskaïa.

La plupart des lignes s’étendent au-delà des limites de la ville, excepté la ligne 5 - Koltsevaïa, ligne circulaire de 19,4 km reliant les autres lignes sauf la 12 - Boutovskaïa et la 11A - Kakhovskaïa.

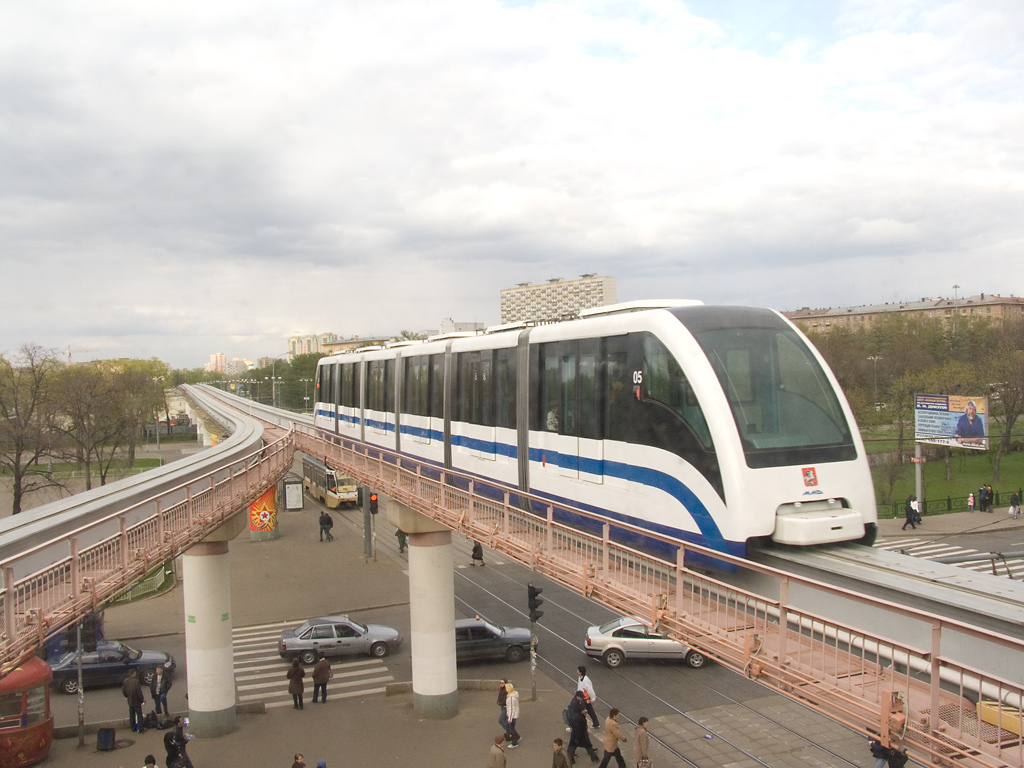
Le monorail de Moscou.

Le métro de Moscou intègre également le monorail (13) entre les stations Timiriazevskaïa (ligne 9) et VDNKh (ligne 6). Il n'y a cependant aucune connexion technologique entre le métropolitain et le monorail.

### Implantation
Une grande partie du réseau est souterraine, mais il y a des exceptions. Ainsi, la ligne 4 - Filiovskaïa possède de longues sections aériennes ou au sol de la station Stoudentcheskaïa à la station Kountsevskaïa, avec sept stations extérieures. De même pour le pont métropolitain, entre les stations Smolenskaïa et Kievskaïa. De son côté, La ligne 12 - Boutovskaïa du métro léger s'étend quasiment totalement en surface avec pour seule station souterraine la station Oulitsa Starokatchalovskaïa. Il y a de même des sections aériennes sur la ligne 7- Tagansko-Krasnopresnenskaïa (station Vykhino et une partie du parcours Tekstilchtchiki-Volgogradski prospekt) et sur la ligne 3 - Arbatsko-Pokrovskaïa (station Izmaïlovskaïa et Kountsevskaïa).

### Ponts
Mis à part le pont métropolitain de la ligne 4 - Filiovskaya, il y a le pont traversant la rivière Iaouza sur la ligne1 - Sokolnitcheskaïa (entre la station Preobrajenskaïa Plochtchad et Sokolniki), sur la ligne 2 - Zamoskvoretskaïa (entre Avtozavodskaïa et Kolomenskaïa) et le plus célèbre : le pont métropolitain couvert où se trouve la station Vorobiovy gory (reconstruite en 1983 et 2002).

### Interstation
La distance moyenne entre les stations est de 1 800 mètres : la plus petite est de 502 mètres entre Vystavotchnaïa et Mejdounarodnaïa et la plus longue de 3 413 mètres entre Volgogradski prospekt et Tekstilchtchiki. L'espacement important des stations permet une vitesse commerciale élevée de 41,6 km/h.

### Quais
Les stations sont construites, depuis la création du métro, avec des quais d'une longueur minimum de 155 mètres permettant d'accueillir des rames de huit voitures. Les seules exceptions sont les stations de la ligne 4 - Filiovskaya — sauf Kountsevskaïa — qui ne peuvent accueillir que des rames de six voitures.

### Accessibilité
L'accès aux stations du métro s'effectue à l'aide d'escalateurs et d'escaliers. La station Stroguino et celles de la ligne 12 - Boutovskaïa disposent d'ascenseurs pour les personnes à mobilité réduite. Les stations Altoufievo et Stroguino disposent également de rampes ambulantes spéciales dans les escaliers.
Beaucoup de vieilles stations ont leur propre vestibule souterrain. Néanmoins du temps du développement actif du réseau métropolitain, leur construction fut considérée comme économiquement non conforme et peu pratique. Les stations ont alors arrêté d'être construites avec ces vestibules coûteux souvent joints à des passages piétons souterrains.

### Signalétique sonore et visuelle
Sur toutes les lignes, les voyageurs peuvent déterminer la direction du train selon les annonces vocales. Sur les lignes radiales, une voix masculine indique un déplacement vers le centre tandis qu’une voix féminine indique un déplacement vers la périphérie. Sur la ligne circulaire, la voix masculine indique un déplacement dans le sens des aiguilles d’une montre et une voix féminine indique un déplacement dans le sens contraire. Le métro de Moscou dispose d'une signalétique constituée de pancartes, signes et tableaux permettant aux passagers de s'orienter. Depuis 2015, la translittération latine du cyrillique est présente sur les signalétiques afin de faciliter la compréhension des touristes, y compris sur les afficheurs électroniques à l'intérieur des voitures.

### Desserte

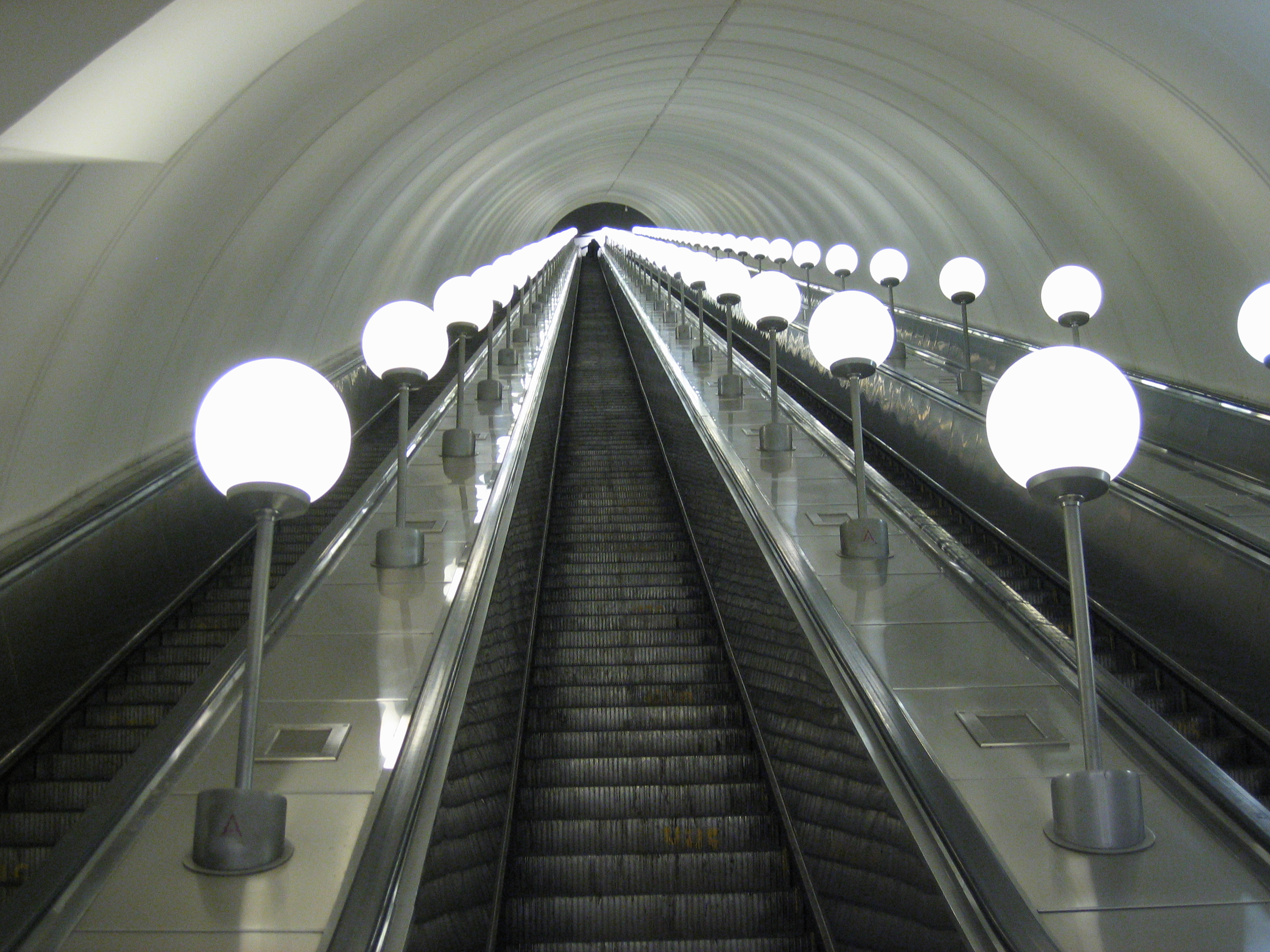
L'escalateur de la station Park Pobedy (Le parc de la Victoire)
long de 126 m.

Le métro de Moscou est ouvert de 5 h 25 à 1 h. Il faut tout de même prendre en considération que dans les stations comprenant deux sorties ou plus, une seule est ouverte continuellement et que les autres sont ouvertes à certaines heures. À 1 h précise, les escalateurs en direction des stations s'arrêtent. Les stations ne sont alors ouvertes que pour laisser les personnes sortir du métro. À 1 h 30, les derniers trains partent des terminus (1 h 40 pour les stations Stroguino et Aleksandrovski sad).
Pendant certains jours fériés (Pâques, fête de la ville, Nouvel An, etc.), l'administration de la ville ou la direction du métro prennent parfois la décision de prolonger les horaires d'ouverture du métro.
L'intervalle moyen entre les trains (du départ d'un train jusqu'au départ du suivant) est de 150 secondes ; le plus court intervalle, aux heures de pointe, est de 35 secondes, tandis que l'intervalle le plus long est de dix minutes (par exemple la nuit ou le week-end). Sur les lignes peu fréquentées, les intervalles sont de quatre à cinq minutes. Aux stations Vystavotchnaïa et Mejdounarodnaïa les trains partent toutes les quinze minutes.
Pour l'année 2024, 25 nouvelles stations sont planifiées.

### Réseau téléphonique et Internet
Le réseau pour les téléphones portables couvre presque l'ensemble des stations de métro (voir : Couverture réseau des lignes), y compris les correspondances et escalateurs. En juin 2006, dans trois stations du métro de Moscou (Okhotny Riad, Teatralnaïa et Plochtchad Revolyoutsii) a commencé à être testé un réseau Wi-Fi, installé par la compagnie « Komstar-OTS ». En mars 2007 le service d'accès sans fil à Internet était lancé à l'exploitation commerciale. Le réseau Wi-Fi du métro de Moscou comprend 21 points d'accès, qui couvrent les halls et les passages entre les stations, les escaliers roulants et les vestibules du métro, en couvrant somme toute une surface de plus de 2 km2. Le réseau est capable d'assurer la liaison simultanée de 48 utilisateurs à la vitesse de 128 kbit/s. Depuis 2013, les lignes rouge, brune (circulaire) et verte sont dotées d'un Wi-Fi gratuit accessible à tous les voyageurs. Aujourd'hui, le Wi-Fi gratuit est disponible dans toutes les rames.

### Fréquentation
Le réseau transporte plus de 2,39 milliards de passagers par an, soit près de 6,55 millions par jour.

### Tarification[4]et billets[5]
Depuis 2013, l'accès au métro se fait par une carte plastique sans contact baptisée « Troïka » (au coût de cinquante roubles), laquelle permet de payer de la même façon les transports de surface, la navette aéroport Aeroexpress, ainsi que l'équivalent français des RER (« Elektrichka »). Elle est rechargeable aux guichets ou automates présents à l'entrée des stations, par internet, SMS, téléphone ou à divers points de vente en ville.
Il existe deux méthodes de tarifications classiques, hors abonnements des moscovites : le trajet simple (liaisons illimitées) à 38 roubles, et le trajet « 90 minutes » incluant tous transports y compris de surface, à 59 roubles. La carte est « intelligente » dans le sens où, si l'on prend le métro ainsi qu'une ou plusieurs lignes de bus, tramways ou autres, dans un intervalle de temps inférieur à 90 minutes, seuls 59 roubles seront décomptés.
La même carte peut servir pour plusieurs personnes ; elle ne se périme que cinq ans après sa dernière utilisation ; elle peut toutefois être rendue aux guichets (et remboursée) sous 45 jours après la dernière utilisation.
Promue par le ministère des Transports depuis 2013, la carte « Troïka » a contribué à réduire les temps d'attente aux guichets et à l'embarquement (pour les transports de surface), et enrichit chaque année ses possibilités de paiement (locations de vélo, de voitures…). Si l'on a enregistré la carte à son nom, il est possible de consulter ses statistiques de déplacements (temps, distance et budget), ainsi que de se faire rembourser le solde présent sur la carte en cas de perte.

## Matériel roulant

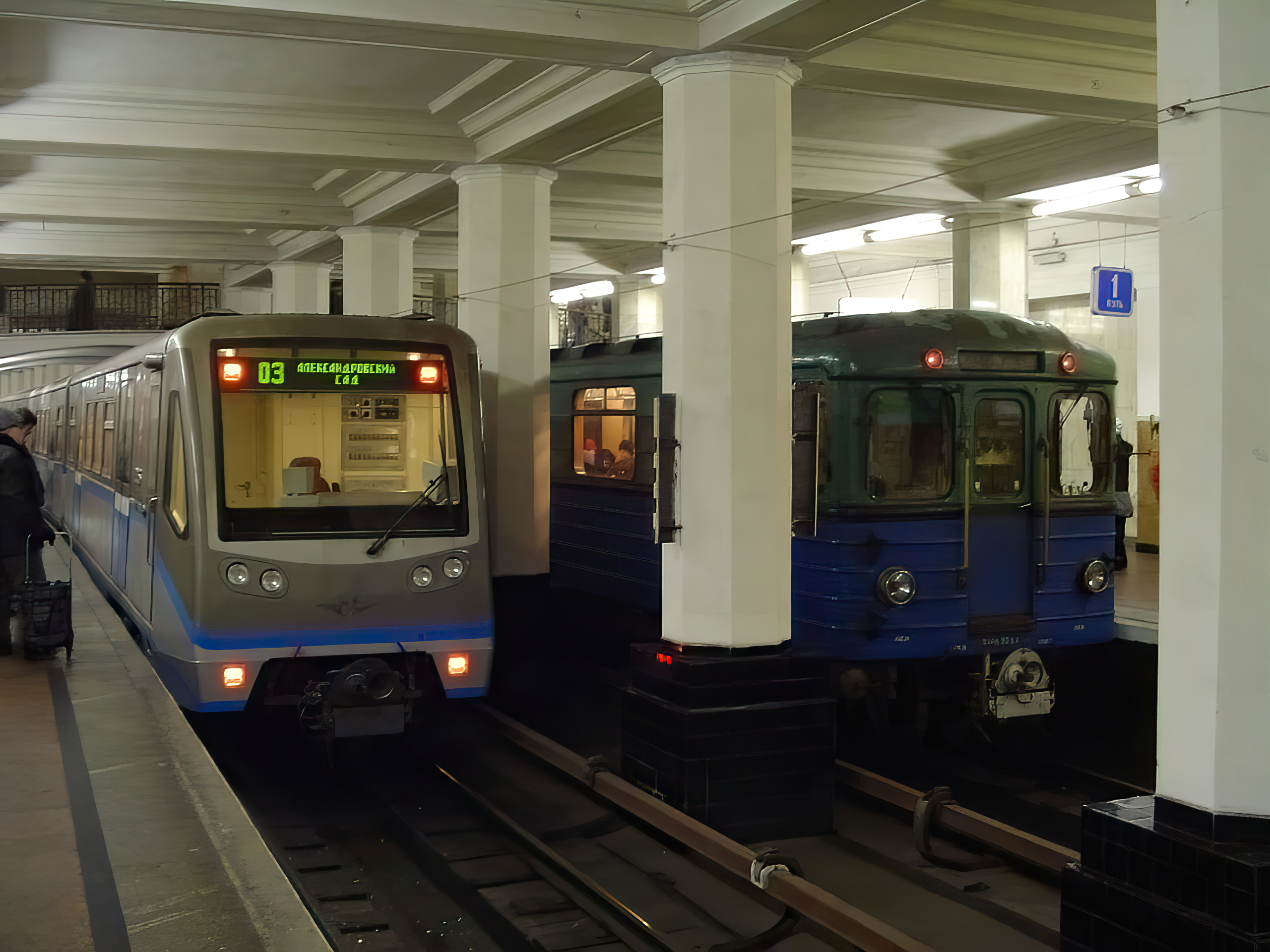
Rames de la série 81-740/741 (à gauche) et E à la station Alexandrovski Sad.

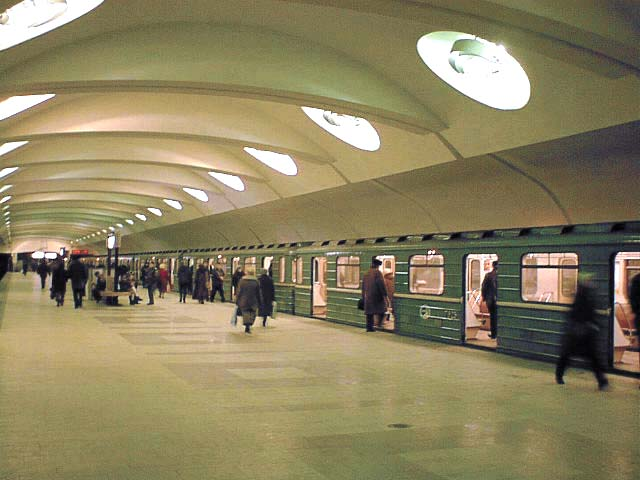
Rame de la série 81-717/714 à la station Altufjewo.

Les rames du métro de Moscou sont constituées d'un matériel identique à celui utilisé dans de nombreuses villes de l'ancienne union soviétique (Saint-Pétersbourg, Novossibirsk, Minsk, Kiev, Kharkov, etc.) ainsi que dans les anciens pays de l'Est (Budapest, Prague, Sofia et Varsovie). Le matériel est réparti au sein de quinze dépôts différents. Le métro de Moscou circule sur une voie à l'écartement de 1 520 mm comme le reste du réseau ferré russe. Il est alimenté par troisième rail avec une tension de 825 volts continu. Toutes les voitures, de la série E comme de la série 81, font 19,6 mètres de long et comportent quatre portes sur chaque face. Toutes les rames du métro de Moscou hormis la série B ont été produites et sont modernisées par le combinat Metrovagonmach à Mytichtchi près de Moscou.
Les rames de la série 81-717/714 sont les plus nombreuses. Elles sont utilisées sur 8 lignes du réseau. Les plus anciennes ont été modernisées.
- Série А/Б (« A/B ») : mise en service 1935-1975
- Série В (« V ») : mise en service 1946-1961 (rames du métro de Berlin confisquées au titre des réparations des dommages de guerre)
- Série Г (« G ») : mise en service 1940-1982
- Série Д (« D ») ou 81-702 : mise en service 1955-1995
- Série E ou 81-703/707/710 : mise en service à compter 1963

1. Encore en service sur la ligne 7, il sera définitivement réformé avec l'arrivée des rames 81-765/766/767.

- Série 81-717/714 : mise en service à compter 1978

1. 81-717/714 (1976) : lignes 1, 2, 4, 6 et 11
2. 81-717.5/714.5 (1987) : lignes 2, 6, 10 et 11
3. 81-717.5M/714.5M (1993) : lignes 1, 2, 6 et 10
4. 81-717.5A/714.5A (2010; rame unique dont le design est inspiré de celui des premières rames) : ligne 1
5. 81-717.6/714.6 (2009) : 23 rames sur la ligne 10

- Série 81-720/721 : mise en service à compter 1998

1. 81-720/721 : neuf rames sur la ligne 11 à partir de 1998
2. 81-720.1/721.1 : cinq rames sur la ligne 10 à partir de 2005

- Série 81-740/81-741 : mise en service à compter 2003

1. 81-740/741: treize rames sur la ligne 12 à compter 2003
2. 81-740.1/741.1 (2005) : lignes 3, 4 et 12
3. 81-740.4/741.4 (2009) : lignes 3, 5 et 12

- Série 81-760/81-761 : mise en service à compter 2012

1. 81-760/761 (2012) : lignes 3, 6, 7, 8, 8A et 9
2. 81-760A/761A/763A : trois rames sur la ligne 7 à partir de 2015

- Série 81-765/766/767 : mise en service en 2017 sur la ligne 7 (seize rames en juillet 2017
- 81-775/776/777 «Москва-2020» (ru) : En août 2013, la mairie a lancé un appel d'offres international pour le renouvellement de son parc de matériel roulant. Comprenant la livraison de près de 3 500 voitures de métro, les livraisons devraient débuter dès 2015. Le montant de l'appel d'offres est de 5 milliards d'euros[6].

## Développement
En 2012, la ville de Moscou prévoit de nombreux prolongements du réseau pour faire face à la croissance de la population. Afin de désengorger le réseau, 70 nouvelles stations et 150 kilomètres de voies seront construits d'ici 2020, soit un investissement de 2,5 milliards d'euros par an. Dès 2016, 37 nouvelles stations entreront en service sur le réseau actuel.

## Métro 2

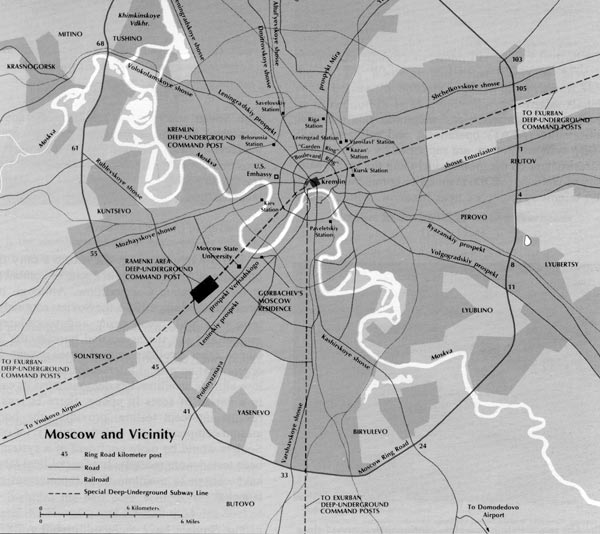
Carte supposée du Métro 2. Créé par le service de renseignements des États-Unis.

Bien que cela n'ait jamais été officiellement confirmé par les autorités russes et bien que cela n'ait jamais été prouvé, plusieurs études indépendantes laissent entendre l'existence d'un deuxième réseau de tunnels sous juridiction militaire, le Métro 2,, encore plus profond que le réseau « public », prévu pour l'évacuation de personnes clefs en cas d'attaque.
La construction de ce réseau aurait commencé sous Staline et était appelé Д6 (D6) par le KGB. Des rumeurs prétendent que la longueur de ce réseau excède celle du métro « normal », qu'il comporte quatre lignes reliant le Kremlin, les quartiers généraux du FSB, le ministère de la Défense ainsi que plusieurs autres installations stratégiques dont l'Aéroport Vnoukovo et la ville militaire de Krasnoznamensk. Il existerait aussi des entrées à ce réseau à partir de plusieurs édifices civils comme la Bibliothèque d'État, l'université d'État de Moscou et au moins deux stations de métro régulières. On spécule que ce réseau servirait à l'évacuation de l'élite politique et militaire en cas d'attaque. La seule jonction connue entre les deux réseaux de métro est derrière la station Sportivnaïa. Le dernier segment de ce réseau secret a été achevé en 1997.
Les voies dans le métro-2 sont les mêmes que dans le métro ordinaire, c'est-à-dire 1 524 mm. Les rails sont probablement noyés dans le béton pour permettre le trafic automobile. Sur sa plus grande partie, il n'y a pas de rail de contact, le matériel roulant est spécialisé, avec des locomotives électriques à accumulateur électrique rechargé par contact. La vitesse du déplacement des trains électriques sur les terrains avec le rail de contact est de 90 km/h, sur l'accumulateur en marche elle est de 15 km/h. Il y a aussi des informations quant à l'utilisation de trains à moteurs Diesel, lesquels se déplacent à 60 km/h[réf. nécessaire].

## Catastrophes et attentats

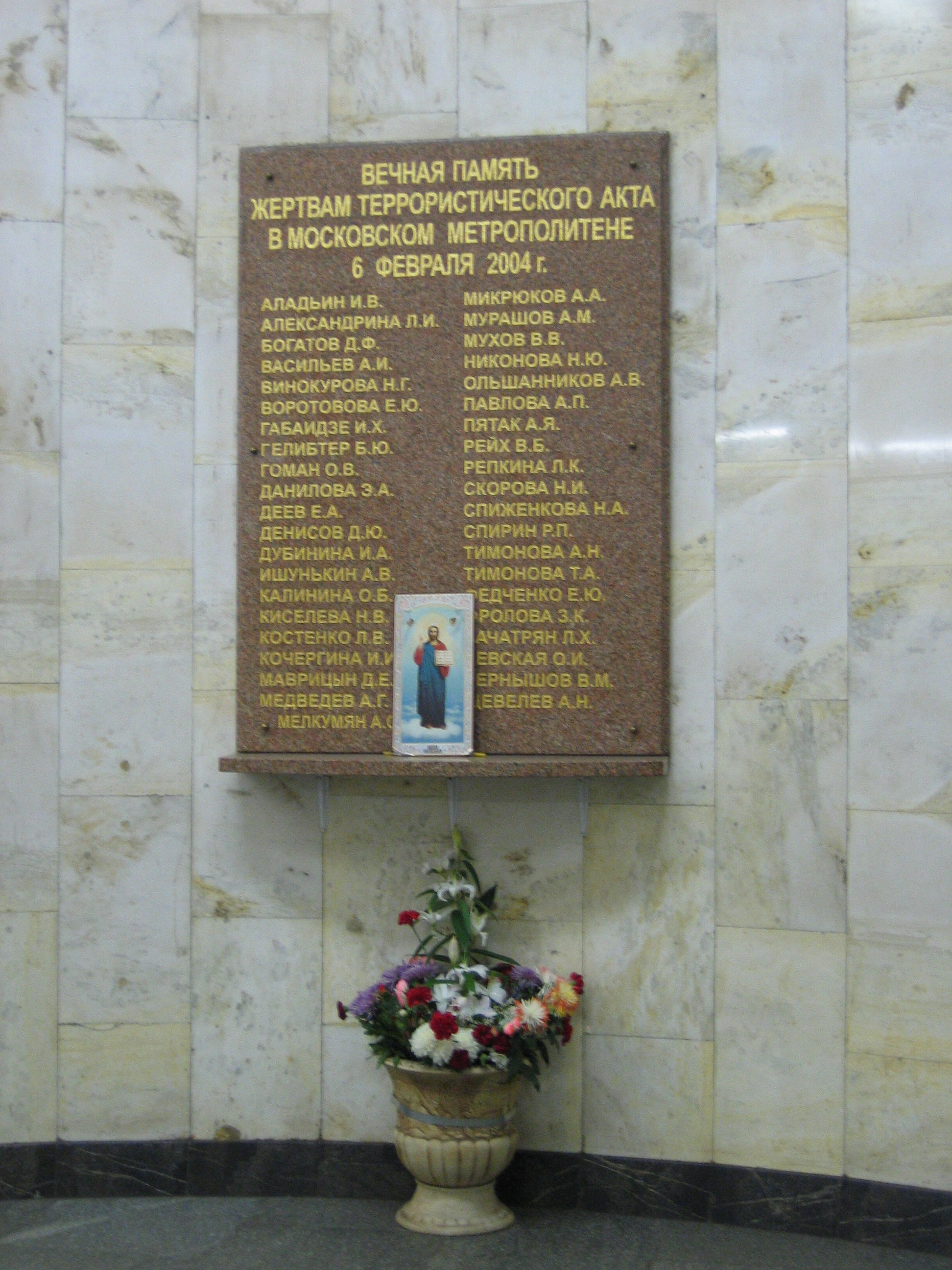
Plaque commémorative des victimes de l'attentat de la station Avtozavodskaïa.

Le métropolitain de Moscou se trouve être un des systèmes de métro les plus fiables au monde. Il n'a toutefois pas échappé à des attaques.

### Attentats
Le premier attentat de l'histoire du métropolitain de Moscou a lieu le 8 janvier 1977, avec trois explosions quasi simultanées. La première à 17 h 33 (heure moscovite) dans une voiture du métro entre les stations « Izmaïlovskaïa » et « Pervomaïskaïa », qui fera sept morts et 37 blessés. Le convoi endommagé sera remorqué jusqu'à la station la plus proche, en l'occurrence la station « Pervomaïskaïa » qui est alors fermée au public. Deux autres explosions ont lieu peu après à Moscou : dans une épicerie de la rue Dzerjinski et dans la rue du 25 octobre. L'information des attentats ne parait que deux jours plus tard et avec peu de détails, concourant à l'émergence de nombreuses rumeurs. Trois mois plus tard, trois hommes sont accusés de l'organisation des explosions et arrêtés : Zatikian (organisateur de l'attaque), Stepanian et Bagdassarian. Le procès sera tenu secret, même pour la famille des accusés. On n'annonça à leurs proches ni la date, ni le lieu du jugement. Ils furent pourtant obligés de se présenter à Moscou mais ne purent être présents au tribunal. On ne leur divulgua que le verdict : la mort par fusillade. Aucun détail ne fut publié dans les déclarations officielles. Zatikian se disait non coupable et nia jusqu'au bout. Stepanian avoua partiellement sa faute mais niait la participation de Zatikian au projet. Bagdassarian quant à lui reconnut tout. L'arrêt de mort fut accéléré (les trois accusés furent fusillés seulement trois jours après la décision de justice). Selon certains, cette hâte sans précédent pour les années 1970 et le fait que le jugement soit tenu secret sont liées à la falsification complète de l'affaire par les organismes de KGB. Plusieurs personnes ont laissé à A.D. Sakharov les déclarations écrites certifiant que S. Zatikian n'était même pas à Moscou au moment de l'explosion. Encore aujourd'hui, les documents de l'affaire criminelle sur l'explosion dans le métro en 1977 restent confidentiels,,,,,,.
Le deuxième attentat dans le métro de Moscou a lieu tard le soir du 11 juin 1996 dans le train entre les stations « Toulskaïa » et « Nagatinskaïa ». Une bombe explose, faisant 4 morts et 14 blessés. Une voiture est détruite et les autres sont sérieusement endommagées. L'attentat fut attribué à des terroristes tchétchènes[réf. nécessaire].
Le 6 février 2004, à 8 h 30 environ (heure moscovite), survient un autre attentat. La déflagration a lieu sur le parcours entre les stations « Avtozavodskaïa » et « Paveletskaïa ». La bombe composée de 4 kg de trinitrotoluène (plus connu sous le nom de TNT) a été déclenchée par le terroriste-suicide Anzor Ijaev. Ce dernier est originaire du Karatchaïévo-Tcherkessie (république russe du Caucase septentrional). Quarante-deux personnes périssent à la suite de l'explosion (sans compter le terroriste lui-même) et 250 autres sont blessées.
Le lundi 29 mars 2010, deux attentats-suicide visent deux stations du métro de Moscou et font 37 morts et 102 blessés. La première explosion, qui se produit dans la station Loubianka, fait 24 morts, et la deuxième, survenue peu après dans la station Park Koultouri, fait treize morts.

### Accident d'escalier roulant
Un deuxième accident impliquant des victimes eut lieu le 17 février 1982 dans la station Aviamotornaïa. Il est dû à un défaut dans le système des escaliers roulants, signalé avant l'accident, mais ignoré. Il s'est produit lors d'une heure de grande affluence ; en raison du trop grand nombre de personnes ayant utilisé l'escalator de cette station, le moteur de celui-ci subit un dysfonctionnement, ce qui le fit rouler plus vite, créant une panique et une cohue parmi les voyageurs. Le bilan fut de huit tués et trente blessés.

### Collisions
Les 30 et 31 mars 1994, sur une durée de douze heures, trois incidents se sont produits sur différentes sections de la ligne Serpoukhovsko-Timiriazevskaïa. Au total, vingt personnes ont été blessées et neuf d'entre elles furent hospitalisées.
La première collision se produit à 18 h 48, le 30 mars, entre les stations « Nagornaïa » et « Nakhimovski prospekt ». Le convoi qui partait du centre a rattrapé le train qui le précédait et qui freinait avant l'arrivée à la station.
Le deuxième accident survient à 5 h 30, le 31 mars. Dans la confusion engendrée par ce premier accident, un convoi emprunte une mauvaise voie. Trois voitures ont déraillé et ont barré un tunnel. L'utilisation de chalumeaux a été nécessaire pour les démonter.
La dernière collision eut lieu à 9 h 14, à l'arrivée d'un métro dans la station « Petrovsko-Razoumovskaïa ». La rame étant toujours en gare, le train suivant celle-ci la heurta. Dans la panique, une cohue est apparue. Trois voyageurs et un mécanicien ont été hospitalisés.

### Explosions
Une explosion de la station « Biélorusse » s'est produite le 5 février 2001 à 8 h 15 (heure moscovite). La bombe était mise sous le banc de marbre d'un quai, dont le poids important a amorti et limité les conséquences de l'explosion.
Le 31 août 2004 à 20 h 50 (heure moscovite), une terroriste accomplit un attentat-suicide près du vestibule de la station « Rijskaïa ». Dix personnes périrent, y compris la terroriste elle-même et son complice Nikolaï Kipkeev, et près de cinquante personnes furent blessées. Selon l'instruction, ce dernier était impliqué dans les explosions d'arrêts d'autobus en février et juillet 2004 à Voronej. Plus tard, les affaires sur les explosions à « Rijskaïa », sur le parcours « Avtozavodskaïa » — « Paveletskaïa » et à Voronej sont unies et trois complices des terroristes furent condamnés,.

### Destruction d'un tunnel
L'incident s'est passé le dimanche 19 mars 2006 à 14 h 37. Le train quittant la station « Voïkovskaïa » en direction de la station « Sokol » a heurté un pilier en béton, ce qui a fait s'écrouler le tunnel juste devant le convoi s'approchant. Le mécanicien Andreï Ulyanov ayant remarqué que la voûte du tunnel s'était écroulée a voulu exécuter un arrêt d'urgence mais ne réussit cependant pas à éviter la collision. La voiture de tête heurta le pilier et fut fortement endommagée. La colonne a endommagé le toit de la voiture, après quoi des morceaux du revêtement en béton et deux autres piliers se sont écrasés sur les voitures. Heureusement le hasard voulut que personne ne soit blessé : c'était un dimanche et la rame était pratiquement vide.
On s'aperçut qu'au-dessus du tunnel on était en train de creuser un trou pour implanter un panneau publicitaire. Après qu'un des piliers s'écroula sous terre, les ouvriers ont enlevé tout leur matériel et leurs machines du chantier et sont partis. À en juger par les inscriptions sur les voitures qui sont parties, les travaux étaient effectués par la SARL « Trek », une société d'Elektrostal. À la demande de la direction du métropolitain, aucune organisation n'avait la permission d'effectuer des travaux à cet endroit, au-dessus du métro. C'est-à-dire que les travaux en cours étaient en violation des normes et règles existantes. À la suite de l'accident, la section entre les stations « Sokol » et « Retchnoï Vokzal » fut fermée. Pour garantir le transport des passagers empruntant normalement cette ligne, 89 autobus et seize trolleybus supplémentaires furent mis en place.

### Déraillements

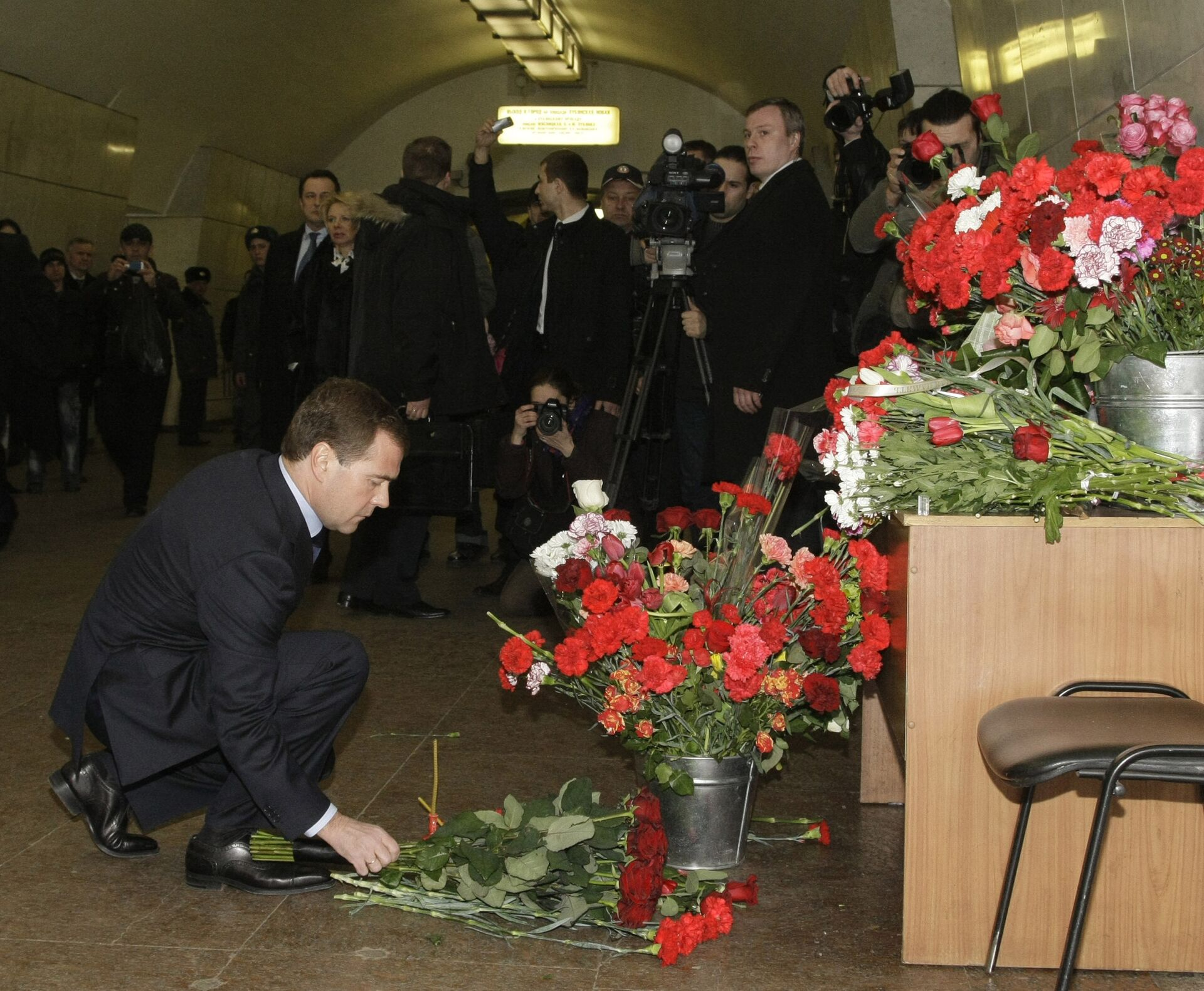
Dmitri Medvedev à la station de métro Loubianka.

Le mercredi 25 juin 2008, à 16 h 59 (heure moscovite), un train parti de la station Vladykino a commencé à prendre de la vitesse. À huit cents mètres de la station, les quatre dernières voitures ont déraillé. Près de huit cents personnes ont été évacuées des tunnels. Huit d'entre elles ont dû être assistées médicalement, une femme a été hospitalisée. Il n'y a eu aucun mort. Le rétablissement du trafic sur la ligne a eu lieu le matin du 26 juin. Pendant la résolution du problème dans le métro, près de deux cents autobus ont été mis en place.
Le mardi 15 juillet 2014, vers 8 h 30, une rame déraille sur la ligne 3 entre les stations Park Pobedy et Slavianski boulvar faisant au moins 21 morts et plus de 160 blessés.

## Ordres et récompenses
- 6 septembre 1947 : par décret du Soviet suprême de l'URSS, le métro est récompensé de l'ordre de Lénine pour son organisation modèle du travail, pour le transport de la population et la maîtrise des techniques mises en œuvre.
- En 1985 : décoré de l'ordre du Drapeau rouge pour la maîtrise de l'exécution des plans du transport des passagers.